# Lerista carpentariae
Lerista carpentariae — вид сцинкоподібних ящірок родини сцинкових (Scincidae). Ендемік Австралії.

## Поширення і екологія
Lerista carpentariae мешкають на острові Ґрут-Айленд та на островах Пелью в затоці Карпентарія, а також на півострові Арнемленд у континентальній частині Північної Території, зокрема в національному парку Ліммен. Вони живуть в піщаних і кам'янистих місцевостях, в невисоких прибережних чагарникових заростях та в невисоких лісах.